# Canna coccinea
Canna coccinea (achira, platanillo de Cuba, maraca; en Colombia: chisgua, risgua y achirilla.) es una especie de la familia Cannaceae, nativa del sur de América del Sur.  Fue introducida a Inglaterra desde Sudamérica en 1731.
Es una planta perenne que alcanza 1 a 3 m de altura. Es bastante rústica y soporta heladas. 

## Descripción
Las inflorescencias de flores rojas se encuentran más alto que el follaje. 2-estaminodios rojos o anaranjados. La vara de la inflorescencia generalmente es elongada y no ramificada. Frutos con 3-5 semillas. 

## Uso alimenticio
De los rizomas: nivel muy bajo en energía de Canna coccinea, 34 kcal/100 g, y nivel muy alto de fósforo 

## Uso en medicina popular
Se usan hojas, rizomas. Es antirreumático (hojas), diurético, antiasmático, antirreumático, emoliente (rizoma). (enlace roto disponible en Internet Archive; véase el historial, la primera versión y la última).

## Taxonomía
Desde 1970, las especies de Canna han sido categorizadas por dos taxónomos, Paulus Johannes Maria Maas de Holanda y Nobuyuki Tanaka de Japón. Maas considera a C. speciosa sinónimo de C. indica L., en cambio, los estudios de Tanaka haciendo uso de marcadores de ADN demostraron que C. indica y C. speciosa son dos especies diferentes.
Canna coccinea fue descrita por Philip Miller y publicado en The Gardeners Dictionary: . . . eighth edition no. 3. 1768.
Etimología
Canna: nombre genérico que proviene del hebreo «caneh» que significa «caña».
coccinea: epíteto latino que significa "escarlata"
Sinonimia
- Canna coccinea forma flaviflora Chodat & Hassl.
- Canna indica var. coccinea (Mill.) Aiton[6]